# Wayde van Niekerk
Wayde van Niekerk (n. 15 iulie 1992, Cape Town, Africa de Sud) este un sprinter ce a reprezentat Africa de Sud, medaliat olimpic. A participat la trei ediții ale Jocurilor Olimpice (2016, 2020, 2024) în care a câștigat o medalie de aur în proba de 400 de metri. În anii 2015 și 2017 a devenit campion mondial.

## Palmares
| An   | Competiție                     | Locație                  | Loc | Eveniment | Note    |
| ---- | ------------------------------ | ------------------------ | --- | --------- | ------- |
| 2010 | Campionatul Mondial de Juniori | Moncton, Canada          | 4   | 200 m     | 21,02   |
| 2010 | Campionatul Mondial de Juniori | Moncton, Canada          | 11  | 4×100 m   | 40,32   |
| 2011 | Campionatul Africii de Juniori | Gaborone, Botswana       | –   | 200 m     | NT      |
| 2013 | Universiada                    | Kazan, Rusia             | 9   | 400 m     | 46,39   |
| 2013 | Universiada                    | Kazan, Rusia             | 2   | 4×400 m   | 3:06,19 |
| 2013 | Campionatul Mondial            | Moscova, Rusia           | 26  | 400 m     | 46,37   |
| 2014 | Campionatul Africii            | Marrakech, Maroc         | 2   | 400 m     | 45,00   |
| 2014 | Cupa Continentală              | Marrakech, Maroc         | 4   | 400 m     | 45,27   |
| 2014 | Cupa Continentală              | Marrakech, Maroc         | 1   | 4×400 m   | 3:00,02 |
| 2015 | Campionatul Mondial            | Beijing, China           | 1   | 400 m     | 43,48   |
| 2016 | Campionatul Africii de         | Durban, Africa de Sud    | 1   | 4×100 m   | 38,84   |
| 2016 | Campionatul Africii de         | Durban, Africa de Sud    | 1   | 200 m     | 20,02   |
| 2016 | Jocurile Olimpice              | Rio de Janeiro, Brazilia | 1   | 400 m     | 43,03   |
| 2017 | Campionatul Mondial            | Londra, Marea Britanie   | 1   | 400 m     | 43,98   |
| 2017 | Campionatul Mondial            | Londra, Marea Britanie   | 2   | 200 m     | 20,11   |
| 2021 | Jocurile Olimpice              | Tokio, Japonia           | 12  | 400 m     | 45,14   |
| 2022 | Campionatul Mondial            | Eugene, Statele Unite    | 5   | 400 m     | 44,97   |
| 2023 | Campionatul Mondial            | Budapesta, Ungaria       | 7   | 400 m     | 45,11   |
| 2024 | Ștafetele Mondiale             | Nassau, Bahamas          | 2   | 4×400 m   | 2:59,76 |
| 2024 | Jocurile Olimpice              | Paris, Franța            | 20  | 200 m     | 20,72   |